# Drachenläufer
Drachenläufer ist ein Roman des afghanisch-amerikanischen Schriftstellers Khaled Hosseini, der 2003 erschien. Die Geschichte über eine Kindheit in Afghanistan wurde über acht Millionen Mal in über 34 Ländern verkauft. 2007 wurde der Roman von Marc Forster verfilmt.

## Handlung
Amir und Hassan, zwei befreundete Jungen aus unterschiedlichen Bevölkerungsgruppen, wachsen im Kabul der 1970er Jahre auf. Amir, Sohn eines großbürgerlichen Paschtunen, macht sich für den Tod seiner Mutter, die bei seiner Geburt starb, schwere Vorwürfe. Hassan, der Sohn des Hausdieners Ali und Angehöriger der Hazara, einer diskriminierten Ethnie, lässt sich gerne von Amir Geschichten vorlesen. Hassan kann nicht lesen und nicht schreiben, ist aber charakterlich ein durch und durch aufrichtiger Mensch und Amir, den er sehr bewundert, in unerschütterlicher Freundschaft ergeben. Die beiden Jungen genießen das Leben im bürgerlichen Kabul.
Eines Tages versucht der kräftigere Assef, die beiden Freunde zu verprügeln. Hassan vertreibt Assef und seine Freunde mit seiner Zwille. Baba, Amirs Vater, schenkt Hassan zum Geburtstag eine Operation, die dessen angeborene Hasenscharte entfernt. Etwas später, am Tag als die beiden zusammen einen mit Papierdrachen ausgetragenen Wettkampf gewinnen, wird jedoch Hassan von Assef zusammengeschlagen und vergewaltigt. Amir, der dies heimlich beobachtet, aber zu feige ist, Hassan zu helfen, macht sich nach diesem Vorfall schwere Vorwürfe. Aus Scham über sein Versagen kann er nicht damit umgehen, dass Hassan weiter in seiner Nähe ist, und schiebt Hassan einen fingierten Diebstahl unter, damit dieser aus dem Haus gejagt wird. Hassan gesteht die Tat, obgleich er diese nicht begangen hat. Amirs Vater – von ihm Baba genannt – verzeiht die angebliche Tat, aber Hassans Vater Ali verlässt das Haus mit seinem Sohn, um der Schande zu entgehen.
Nach der sowjetischen Invasion fliehen Amir und sein Vater nach Pakistan. Später ziehen sie nach Kalifornien, wo Amir das College absolviert. Amir lernt die ebenfalls aus Afghanistan geflohene Soraya, Tochter eines angesehenen afghanischen Generals, kennen und heiratet sie. Kurz nach der Hochzeit verstirbt Amirs Vater. Amirs erstes Buch erscheint.
Im Jahr 2001 wird Amir vom alten Freund seines Vaters Rahim Khan, der ihn seinerzeit zum Schreiben ermuntert hat, gebeten, nach Pakistan zu kommen. Dort eingetroffen, erfährt er von diesem, dass Hassan der Sohn seines Vaters Baba und der Dienerin Sanaubar war. Hassan und seine Frau Farzana wurden von den Taliban getötet und hinterließen einen Sohn, Sohrab. Rahim Khan bittet Amir, nach Kabul zurückzukehren, um Sohrab aus dem Waisenhaus zu holen.
Im von den Gräueln der Taliban-Herrschaft gezeichneten Kabul erfährt Amir, dass Sohrab nicht mehr im Waisenhaus ist, sondern von einem einflussreichen Talib verschleppt wurde. Es stellt sich heraus, dass dieser Taliban-Funktionär Assef ist und Sohrab als Baccha Baazi missbraucht. Amir fordert die Herausgabe von Sohrab, wird jedoch von Assef zu einem Kampf auf Leben und Tod herausgefordert und brutal verprügelt. Sohrab rettet ihn mit einem Zwillenschuss in Assefs Auge – er kann dies genauso gut wie sein Vater. Mit Hilfe eines Fahrers können die beiden zurück nach Pakistan fliehen. Amir möchte den Jungen adoptieren und mit in die Vereinigten Staaten nehmen, doch es stellt sich heraus, dass dies alles andere als einfach ist. In Islamabad erfährt Sohrab, dass er möglicherweise noch einmal in ein Waisenhaus muss, worauf er einen Selbstmordversuch unternimmt. Amir nimmt den Jungen zu sich in die Vereinigten Staaten. Sohrab lebt in sich zurückgezogen und spricht nicht mehr. Erst beim Drachensteigen an der kalifornischen Küste schmilzt das Eis zwischen ihm und Amir.

## Charaktere
Amir – im Jahr 1963 in Kabul geboren,  ist die Hauptfigur und auch der Erzähler des Romans. Er ist ein wohlhabender Paschtunenjunge im monarchischen Afghanistan, der nach der sowjetischen Invasion mit seinem Vater nach Amerika auswandert. Amir ist Hassans Halbbruder, was er jedoch erst sehr viel später erfährt. Er ist mit Soraya verheiratet.
Hassan – geboren im Winter 1964, ist ein loyaler Jugendfreund von Amir. Obwohl sich Amir nie richtig zu ihm bekannt hat, sind sie die besten Freunde. Er hat ein puppenartiges, chinesisches Gesicht, grüne Augen und eine gespaltene Lippe. Zunächst erscheint Hassan als der Sohn von Ali und Sanaubar. Später stellt sich jedoch heraus, dass Hassan der uneheliche Sohn von Baba und Sanaubar und damit Amirs Halbbruder ist. Hassan stirbt, ohne die Wahrheit über seine Verwandtschaft mit Amir und Baba zu kennen. 
Assef – ein sadistischer, pädophiler und soziopathischer Teenager aus der Nachbarschaft Amirs in Kabul, der Antagonist Amirs. Der Sohn eines afghanischen Vaters und einer deutschen Mutter ist ein Befürworter der Paschtunenherrschaft über die Hazara. Als Teenager vergewaltigt er Hassan. Nach der Vergewaltigung schenkt er Amir anlässlich dessen Geburtstagsfeier ein Buch über seinen großen Helden, Adolf Hitler. Viele Jahre später wird er ein Henker der Taliban. Als Erwachsener vergewaltigt er wiederholt Hassans Sohn – Sohrab – und zahlreiche andere kleine Kinder beiderlei Geschlechts. 
Baba – der Vater von Amir und Hassan, welche ihn immer nur Baba ("Vater" zu deutsch) nennen, ist im Jahr 1933 geboren (als der afghanische König seine 40-jährige Regierungszeit beginnt). Er ist ein überdurchschnittlich großer, starker Mann mit wildem braunem Haar und Bart. Er liebt Feste in seinem großen Haus in Kabul und ist für seine Stärke bekannt – er hat angeblich in jüngeren Jahren mit einem großen schwarzen Bären gekämpft und gewonnen. Baba ist ein erfolgreicher Geschäftsmann und eine wohlwollende Kraft in der Gemeinde. Er hilft vielen anderen Menschen beim Aufbau ihres eigenen Unternehmens und hat ein Waisenhaus aus seiner eigenen Tasche finanziert und aufgebaut. Er glaubt, dass es nur eine Sünde gebe, nämlich den Diebstahl, und dass alle anderen Verfehlungen aus dieser Sünde resultieren. Er ist nicht im üblichen Sinne gläubig. Baba wünscht sich, dass sein Sohn, der sich in Bücher vertieft, „männlicher“ sei. Nach der Flucht aus Afghanistan und der Einreise in die USA altert er schnell und stirbt im Alter von 53 Jahren an Krebs. Er lebt lange genug, um zu sehen, wie sein Sohn Amir eine junge afghanische Frau namens Soraya heiratet. Bei seiner Beerdigung nehmen viele Menschen von ihm Abschied.
Ali – ist der Diener von Baba und dessen guter Freund. Er gehört zur Familie, seit er von Babas Vater, einem bekannten Richter, nach dem Tod seiner Eltern durch einen rücksichtslosen Fahrer, adoptiert wurde. Infolge von Kinderlähmung ist sein rechtes Bein gelähmt. Zunächst erscheint er als Hassans Vater, was sich später jedoch als falsch herausstellt. Nachdem Baba und Amir Afghanistan verlassen haben, wird er von einer Landmine getötet.
Rahim Khan – Babas Geschäftspartner und bester Freund in Afghanistan. Er erzählt später Amir, dass Baba Hassans leiblicher Vater ist. Amir mag ihn seit seiner Kindheit, auch weil er der einzige Erwachsene ist, der ihn zum Schreiben ermutigt. Rahim Khan holt Amir zurück nach Pakistan, um Sohrab aus den Händen der Taliban in Afghanistan zu befreien. Er hinterlässt Amir einen Brief, in dem steht, dass er nicht nach ihm suchen soll. Er stirbt friedlich mit dem Wissen, dass er Amir zu dem Mann gemacht hat, den Baba immer wollte. 
Soraya – eine afghanische Frau, die in Fremont, Kalifornien, mit ihren Eltern lebt. Ihr Vater ist ein ehemaliger afghanischer General namens Taheri. Sie heiratet Amir, den sie bei dem wöchentlichen Flohmarkt kennenlernt. Denn genau wie Amir und sein Vater verkaufen ihre Eltern gebrauchte und aus zweiter Hand erworbene Sachen auf dem Markt um das Einkommen ihrer Familie zu erhöhen. General Taheri lebt hauptsächlich von der öffentlichen Wohlfahrt. Er hält sich zu vornehm für die normale Arbeit und wartet ständig auf einen Rückruf aus Afghanistan, damit er wieder zu seiner früheren Position zurückkehren kann. Bevor sie Amir kennenlernte, lief sie mit einem afghanischen Freund davon. Das macht sie eigentlich – der afghanischen Tradition zufolge – ungeeignet für die Ehe. Weil Amir selbst eine große Schuld trägt, liebt und heiratet er sie trotzdem. Soraya möchte unbedingt Kinder haben, kann aber aufgrund ungeklärter Unfruchtbarkeit keines bekommen. Ein großer Wunsch ihrerseits ist es auch, Lehrerin zu werden.
Sohrab – ist der Sohn von Hassan. Er ist traumatisiert, nachdem seine Eltern von den Taliban ermordet wurden und er wiederholt von Assef vergewaltigt wurde. Rahim Khan kontaktierte Amir, um ihn zur Rückkehr nach Afghanistan zu bewegen, damit er Hassans Sohn Sohrab findet. Am Ende wird er von Amir und Soraya adoptiert und geht mit Amir in die USA, um bei ihnen zu leben.
Sanaubar – ist Alis Frau. Sie gebiert Hassan als Folge einer Affäre mit Baba. Sie verlässt danach ihr Zuhause, um ein Leben als Zigeunerin zu führen. Sie hatte vielleicht auch mit einem afghanischen Armeesoldaten eine Affäre, was dieser gegenüber Hassan behauptet hat. Ob das wahr ist, oder ob der Soldat sich nur über die Hazara lustig machen wollte, ist nie aufgeklärt worden. Als Hassan erwachsen ist, kehrt sie, getrieben von ihren Schuldgefühlen, zu ihm zurück, da sie ihn verlassen hat, als er noch ein kleines Kind war. Sie hat später einen großen Stellenwert für Sohrab als Großmutter, der ihr den Spitznamen „Sasa“ gegeben hat.
Farid – ein tadschikischer Fahrer, der zunächst Amir nicht leiden kann, später aber sich mit ihm anfreundet. Zwei der sieben Töchter von Farid waren von einer Landmine Jahre zuvor getötet worden, wobei auch seine linke Hand verstümmelt und einige seiner Zehen in Mitleidenschaft gezogen wurden. Farid ist Amirs Fahrer, der Informationen und Kenntnisse über das aktuelle Afghanistan hat und dadurch eine große Hilfe bei der Suche nach Sohrab ist. Nach einer Nacht bei der verarmten Familie von Farids Bruder versteckt Amir ein Bündel Geld unter der Matratze, auf der er schläft, damit er sich bei dieser armen Familie für die Gastfreundschaft dankbar erweisen kann.

## Erfolge
Drachenläufer wurde zu einem Weltbestseller; 38 Millionen Exemplare des Buchs, das in 42 Sprachen verfügbar ist, wurden bis heute verkauft. Außerdem ist der Roman im Jahr 2007 als Film erschienen. 
Drachenläufer erhielt den südafrikanischen Buchpreis im Jahr 2004. Laut dem amerikanischen Buchverlag Nielsen BookScan war es auch der erste Bestseller im Jahr 2005 in den USA. Der Roman wurde auch zum Buch des Jahres 2006 und 2007, einer Liste von 60 Titeln, gewählt, die von Marktteilnehmern eingereicht wurde, und gewann den Penguin/Orange Reading Preis des zweitgrößten Buchverlags der Welt Penguin Books.

## Adaptionen
Im Jahre 2007 wurde der Roman vom deutsch-schweizerischen Regisseur Marc Forster nach einem Drehbuch von David Benioff verfilmt. Gedreht wurde in verschiedenen Orten in Kalifornien und in China.
Der Roman wurde in den USA von Matthew Spangler für die Bühne adaptiert. Die Premiere von Drachenläufer fand auf der Bühne der Arizona Theatre Company im September 2009 statt, Regie führte David Ira Goldstein.
Im September 2011 erschien Drachenläufer als Graphic Novel im Bloomsbury Verlag, mit Illustrationen von Fabio Celoni und Mirka Andolfo. Die deutsche Übersetzung aus dem Italienischen stammt von Pieke Biermann.